# Carpodacus rubicilloides
Carpodacus rubicilloides là một loài chim trong họ Fringillidae.